# Henryk Wieniawski

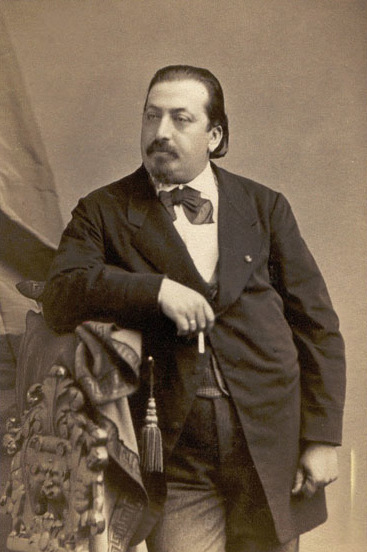
Henryk Wieniawski

Henryk Wieniawski (* 10. Juli 1835 in Lublin, Kongresspolen; † 31. März 1880 in Moskau, Russisches Kaiserreich) war ein polnischer Komponist und Violinist.

## Leben
Wieniawski war der Sohn von Tadeusz Napoleon Wieniawski (1798–1884; geboren als Wolf Helman), der einen Abschluss in Medizin hatte, und dessen zweiter Ehefrau, der ausgebildeten Pianistin Regina Wieniawska (1811–1884; geb. Wolff). Er erhielt bereits früh Musikunterricht von seiner Mutter. Mit fünf Jahren erhielt er den ersten Violinunterricht, wechselte bereits nach kurzer Zeit ans Warschauer Konservatorium, und im Alter von acht Jahren wurde er am Pariser Konservatorium angenommen, wo er von Joseph Clavel unterrichtet wurde. Mit 13 erhielt er die Goldmedaille des Konservatoriums, danach bildete er sich bei Lambert Joseph Massart weiter. Im Salon seiner Mutter begegnete er der Elite polnischer Emigranten, darunter Frédéric Chopin und dem Dichter Adam Mickiewicz. Während dieser Zeit befasste er sich mit dem Entwurf einfacher Werke und studierte gemeinsam mit seinem Bruder Józef am Konservatorium Komposition. Nach dieser Episode begab er sich im Alter von 15 Jahren auf Konzerttourneen mit dem belgischen Violinisten Henri Vieuxtemps. Während dieser Zeit begegnete er polnischen Landsleuten wie Karol Lipiński, Stanisław Moniuszko (dieser widmete ihm eine Sonate) sowie Robert Schumann und Anton Rubinstein.
Am 8. August 1860 heiratete er in Paris die Engländerin Isabella Bessie Hampton (1838–1924), mit der er bis zu seinem Tod verheiratet war und mit der er acht Kinder hatte. Eine seiner Töchter, die kurz vor seinem Tod in Brüssel geborene Irene Regina Jessy Maria Wieniawski (1879–1932), wurde Komponistin und Pianistin und veröffentlichte unter verschiedenen Künstlernamen, darunter Régine Wieniawski, Lady Dean Paul und Poldowski. Eine andere Tochter, Henrietta Claudine Wieniawski (1878–1962), heiratete den amerikanischen Börsenmakler Joseph Holland Loring, der 1912 beim Untergang der Titanic ums Leben kam.
Zwischen 1860 und 1872 lebte er in Sankt Petersburg. Dort hatte er großen Einfluss auf die Entwicklung der russischen Violinschule. Nach Beendigung seines letzten Vertrages unternahm er eine zweijährige Nordamerikatournee. 1875 übernahm er eine Professur am Konservatorium Brüssel, jedoch ohne seine internationalen Konzertreisen zu unterbrechen. In dieser Zeit verschlechterte sich sein gesundheitlicher Zustand zusehends. Wieniawski hatte ein Herzleiden; während eines Konzerts brach er mitten im Spiel auf der Bühne zusammen. Er verstarb während einer Russlandtournee am 31. März 1880 in Moskau.
Im Andenken an Wieniawskis 100. Geburtstag und an sein Schaffen wurde 1935 in Warschau der nach ihm benannte Internationale Henryk-Wieniawski-Violinwettbewerb organisiert. Seit 1952 findet dieser im Abstand von fünf Jahren in Poznań statt.

## Werk
Sein Werk ist ausschließlich für den eigenen Gebrauch entstanden. Wieniawski macht zahlreiche Zugeständnisse an den zeitgenössischen Geschmack seiner Zuhörerschaft. Als Komponist konnte er den slawischen Einfluss seiner polnischen Heimat überzeugend vermitteln. Neben seinen zahlreichen Salonstücken komponierte er vier Violinkonzerte, zwei davon ohne Opus-Zahl aus den Jahren 1847 (D-Dur) und 1878 (a-Moll).
- op. 1: Grand caprice fantastique sur un thème original, Lambert Joseph Massart gewidmet; 1847
- op. 2: Sonate Allegro und Presto für Violine und konzertantes Klavier, Stanisław Moniuszko gewidmet;
- op. 3: Souvenir an Posen, Mazurka d-Moll, Jeanette de Niemojewska gewidmet; 1854
- op. 4: Première polonaise de concert D-Dur, Karol Lipiński gewidmet; 1852
- op. 5: Adagio élégiaque A-Dur, Adolf Haaren gewidmet; 1852
- op. 6: Souvenir à Moscou, Transkription von 2 russischen Romanzen und Variationen; 1853
- op. 7: Capriccio-Valse E-Dur; 1852
- op. 8: Grand duo polonais, für Violine und konzertantes Klavier; 1852
- op. 9: Romance sans paroles et Rondo élégant, Maximilian von Bayern gewidmet; 1852
- op. 10: L’école moderne. Etudes-caprices für Solovioline, Ferdinand David gewidmet; 1854
- op. 11: Le Carnaval russe, Improvisationen und humoreske Variationen Zar Nikolaus I. gewidmet; 1853
- op. 12: 2 Mazurkas, La champetre (1850?) et Chanson polonaise; 1853
- op. 13: Fantaisie pastorale; 1853 (verloren gegangen)
- op. 14: 1. Violinkonzert in fis-Moll, dem König von Preußen gewidmet; 1852
- op. 15: Thème original varié; 1854
- op. 16: Scherzo-tarantelle g-Moll, Lambert Massart gewidmet; 1855
- op. 17: Légende, Isabel Hampton gewidmet (seiner späteren Gattin); 1859
- op. 18: Etudes-Caprices, 2 Violinen; 1862
- op. 19: 2 Mazurkas caractéristiques; Obertass und le Menetrier; 1860
- op. 20: Fantaisie brillante über Faust, Oper von Charles Gounod, dem König von Dänemark gewidmet; 1865
- op. 21: Polonaise brillante A-Dur, Karl XV. König von Norwegen und Schweden gewidmet; 1870
- op. 22: 2. Violinkonzert in d-Moll, Pablo de Sarasate gewidmet; 1870
- op. 23: Gigue in e-Moll
- op. 24: Fantasie orientale a-Moll
- 3. Violinkonzert in a-Moll, 1878 (Verbleib unbekannt)
- Kadenz zum Konzert No.7 von Rode, ca. 1848
- Kadenz zum Konzert No.2 von Lipiński, ca. 1850
- Kadenz zum Konzert von Mendelssohn, 1853
- Kadenz zum Konzert von Beethoven, ca. 1854
- Kadenz zum Konzert No.5 von Vieuxtemps, ca. 1864
- Kadenz zum Konzert von Ernst, ca. 1860
- Fantasie über ein Opernthema Der Prophet von Meyerbeer, 1848
- Fantasie über ein Opernthema Richard Löwenherz, von Grétry, 1851
- Fantasie über ein Opernthema La sonnambula, von Bellini, 1855